# Mahenes multifasciatus
Mahenes multifasciatus är en skalbaggsart som beskrevs av Antonio Vives 2007. Mahenes multifasciatus ingår i släktet Mahenes och familjen långhorningar.
Artens utbredningsområde är Seychellerna. Inga underarter finns listade i Catalogue of Life.